# 黒砂信号場

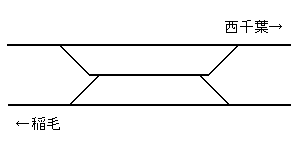
構内配線図

黒砂信号場（くろすなしんごうじょう）は、千葉県千葉市稲毛区黒砂台にある、東日本旅客鉄道（JR東日本）総武本線の信号場である。

## 歴史
- 1980年（昭和55年）11月28日：開業[1]。

## 構造
稲毛駅より西千葉駅方向に約1.0 kmにある3線の信号場。以前は千葉駅にある信号扱所で制御されていたが、現在は東京総合指令室での制御となっている。
本信号場は総武快速線に設置された信号場であるため、隣の西千葉駅構内（西千葉駅の総武快速線は既に千葉駅構内に含まれる）にはホームがなく、西千葉駅方向の路線上の隣駅は千葉駅である。
長大編成の電車が往来するため、比較的長い構内（有効長約300 m）となっている。
構内配線図の通り、本信号場は上下本線＋中線（待避線）の「複線待避型」信号場である。
ATS-P導入前の開設であるが、当初より安全側線は省略されている。
回送列車の待避や千葉駅発着の列車折り返しに使用されている。
本信号場がある場所は、位置的にかつての千葉気動車区があった場所である。北総3線電化時に千葉気動車区は廃止され、その跡地は長らく利用されないままであったが、総武快速線が千葉まで延長されるにあたり、その一部敷地が快速線と本信号場に再利用された。
なお、定期ダイヤでの一般旅客列車の設定はされていないが、2011年（平成23年）まで毎年1月1日運転の「成田山初詣」号の一部列車（内房線直通上下1本、外房線内発1本）が、それぞれ千葉駅で客取り扱いの後、一旦本信号場へ入線し、折り返して再度、千葉駅で客取り扱いを行い目的地へ向かっていたが、2012年（平成24年）は各線とも千葉始発・終着となり当信号場へ入線することはなくなった。ただし、一部団体専用列車はここで一般旅客列車の通過待ちを行うことがある。

## 周辺
市街地ではあるが、高架上に設置されているため、地上からは確認することは出来ない。また、周囲の一般に開放されている施設から見ることも出来ない。

## 隣の施設
東日本旅客鉄道（JR東日本）
■総武本線
稲毛駅 - 黒砂信号場 -（西千葉駅）- 千葉駅